# (5810) 1988 EN
1988 إي أن (ويعرف أيضًا باسم (5810) 1988 إي أن وفق تسمية الكوكب الصغير) (بالإنجليزية: 1988 EN)‏ هو كويكب ضمن حزام الكويكبات؛ وترتيبه 5810 من حيث الاكتشاف.
اكتُشف هذا الجُرم الفلكي بواسطة Yoshiaki Oshima ‏ في 10 مارس 1988.

## وصلات خارجية
- (5810) 1988 EN في قاعدة بيانات مختبر الدفع النفاث لأجرام النظام الشمسي الصغيرة

- الاكتشاف · مخطط المدار ·  العناصر المدارية · المعلمات المادية

- (5810) 1988 EN على موقع ويكي سكاي: DSS2, SDSS, GALEX, IRAS, Hydrogen α, X-Ray, Astrophoto, Sky Map, Articles and images